# Erdbeben in Virginia 2011
Das Erdbeben in Virginia 2011 ereignete sich am Dienstag, dem 23. August 2011 um 17:51 UTC (13:51 Ortszeit). Das Beben dauerte etwa 30 Sekunden. Das Epizentrum lag rund 140 km südwestlich von Washington, D.C. und 60 km nordwestlich von Richmond entfernt. Die Stärke des Erdbebens wurde vom United States Geological Survey (USGS) mit 5,8 Mw auf der Momenten-Magnituden-Skala gemessen. Das Beben wurde in einer Tiefe von 6 km (3,7 mi) gemessen. Das Erdbeben war bis nach Kanada zu spüren.
Es handelte sich um das stärkste Beben in Virginia seit dem Erdbeben vom 5. Mai 1897 in Giles County, mit 5,8 Mw oder 5,9 Mw auf der Momenten-Magnituden-Skala.

## Nachbeben
Acht Nachbeben folgten nach dem eigentlichen Erdbeben. Die ersten Drei traten innerhalb von 12 Stunden nach dem Hauptbeben ein, sie wurden mit 2,8 Mw, 2,2 Mw und 4,2 Mw auf der Momenten-Magnituden-Skala gemessen. Ein weiteres 2,5 Mw starkes Nachbeben trat kurz nach Mitternacht am 25. August ein. Um 1:08 Ortszeit am 25. August trat das Stärkste der acht Nachbeben ein, mit einer Stärke von 4,5 Mw dieses weckte die Bevölkerung von West Virginia und Washington, D.C.

## Auswirkungen

### Vereinigte Staaten
Erdbeben sind an der Ostküste der Vereinigten Staaten sehr selten, weswegen viele Gebäude in der Region nicht erdbebensicher gebaut sind. Kleinere bis größere Schäden an Gebäuden waren weit verbreitet.
Die Katastrophenschutzbehörde Federal Emergency Management Agency verbreitete mit einer einstündigen Verspätung ein Merkblatt: „Was tun bei einem Erdbeben?“ Dieses schlägt vor: „Bleiben Sie so sicher, wie es geht. Denken Sie daran, dass einige Erdbeben in Wahrheit nur Vorbeben sind und ein größeres Erdbeben folgen könnte. Reduzieren Sie Ihre Bewegung auf ein paar wenige Schritte zum nächsten sicheren Ort hin.“ Wenn man sich im Inneren befindet, schlägt es vor: „Gehen Sie zu Boden, verkriechen Sie sich unter einem stabilen Tisch oder einem anderen Möbelstück, und bleiben Sie da, bis das Rütteln aufhört.“
In den Mittelatlantikstaaten war kurzzeitig das Mobilfunknetz der Netzbetreiber AT&T und Verizon Wireless überlastet.

#### Virginia
Das Kernkraftwerk North Anna im Louisa County musste heruntergefahren werden. Laut Atomenergiebehörde seien keine Schäden festgestellt worden.
Nach ersten Berichten gab es größere Schäden an Häusern, da sich in Virginia das Epizentrum befand. In Mineral stürzten zwei Wohnhäuser ein. Das Dach der City Hall ist stark beschädigt. Nach Schäden im Hauptgebäude der Louisa County High School blieben alle Schulen am Mittwoch, den 24. August geschlossen. Ebenfalls geschlossen blieben alle Schulen im Culpeper County und dem Spotsylvania County. In Culpeper ist die 1821 gebaute St.-Stephans-Episcopal Church zum Teil einsturzgefährdet. In der Stadt Fredericksburg riss eine Gasleitung, weswegen im Umkreis von zwei Blocks Häuser evakuiert werden mussten.

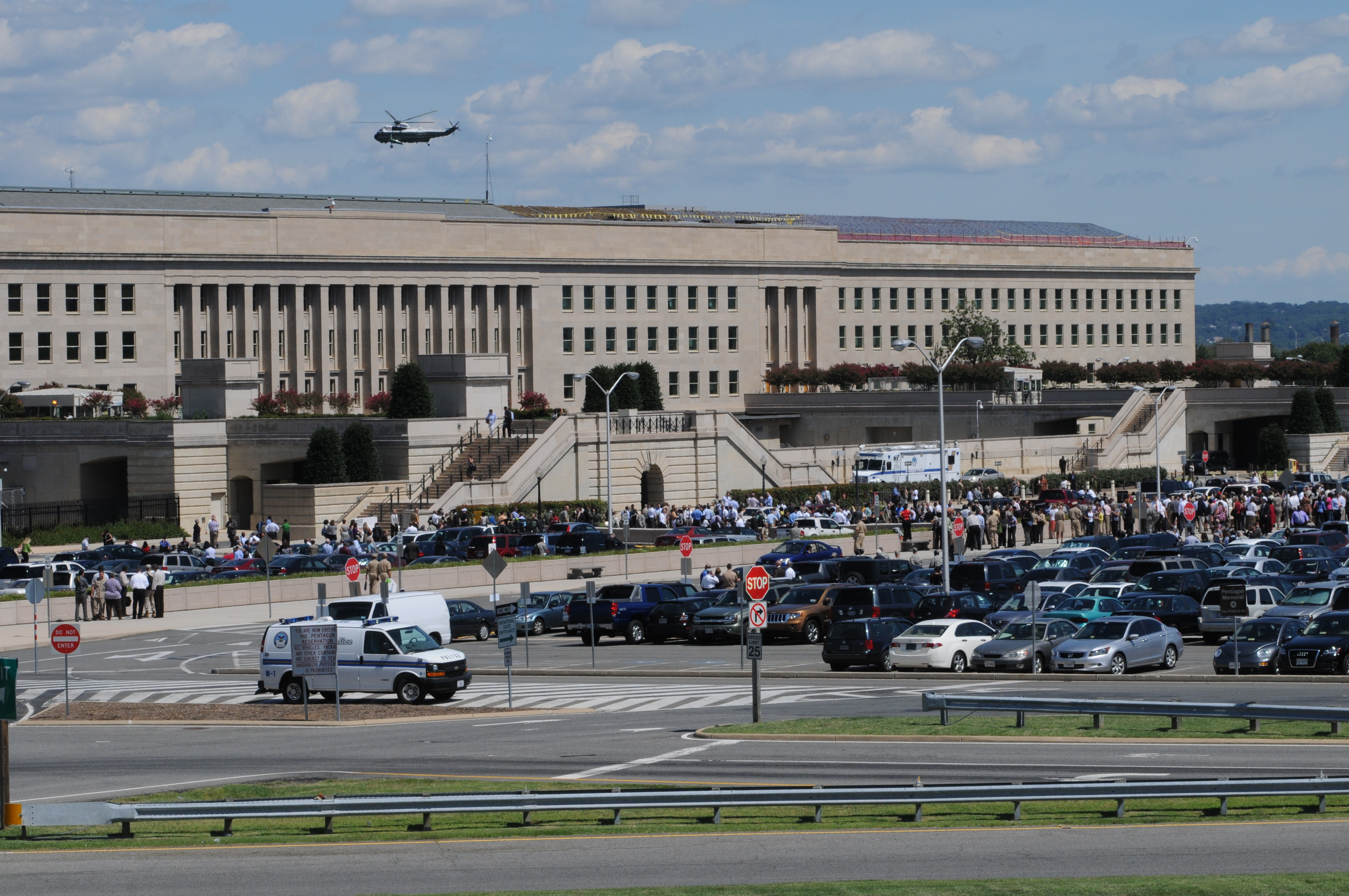
Das Pentagon während der Evakuierung

In den in Virginia liegenden Vororten von Washington wurden der Washington Dulles International Airport und der Flughafen Washington-Ronald-Reagan-National kurzfristig gesperrt. Die Mitarbeiter des Verteidigungsministeriums wurden aufgefordert, das Gebäude umgehend zu verlassen; nach 15 Minuten konnten sie wieder an ihre Arbeitsplätze zurückkehren. Es gab Schäden am Pentagon.

#### Washington, D.C.
In Washington, D.C. wurden diverse Gebäude kurzzeitig evakuiert, unter anderen das Kapitol und das Weiße Haus.
Durch das Erdbeben stürzten drei der vier Turmspitzen des Hauptturms der Washington National Cathedral ein. Der Hauptturm scheint sich wegen des Bebens zu neigen. Laut CNN bildeten sich Risse im oberen Teil des Washington Monuments, es blieb bis Mai 2014 geschlossen. Auch das Jefferson Memorial und das Lincoln Memorial waren vorübergehend geschlossen. In einer Niederlassung BB&T Investmentbank an der Pennsylvania Avenue stürzte eine Wand ein. Es gab auch Schäden am Smithsonian Castle. Stromausfälle gab es in einigen Stadtteilen von Washington, und das Mobilfunknetz war zeitweise zusammengebrochen.
Die Ecuadorianische Botschaft meldete ebenfalls Schäden, drei zusammengebrochene Schornsteine und Risse an den Innenwänden. Nur geringe sonstige Schäden wurden berichtet.

#### New York

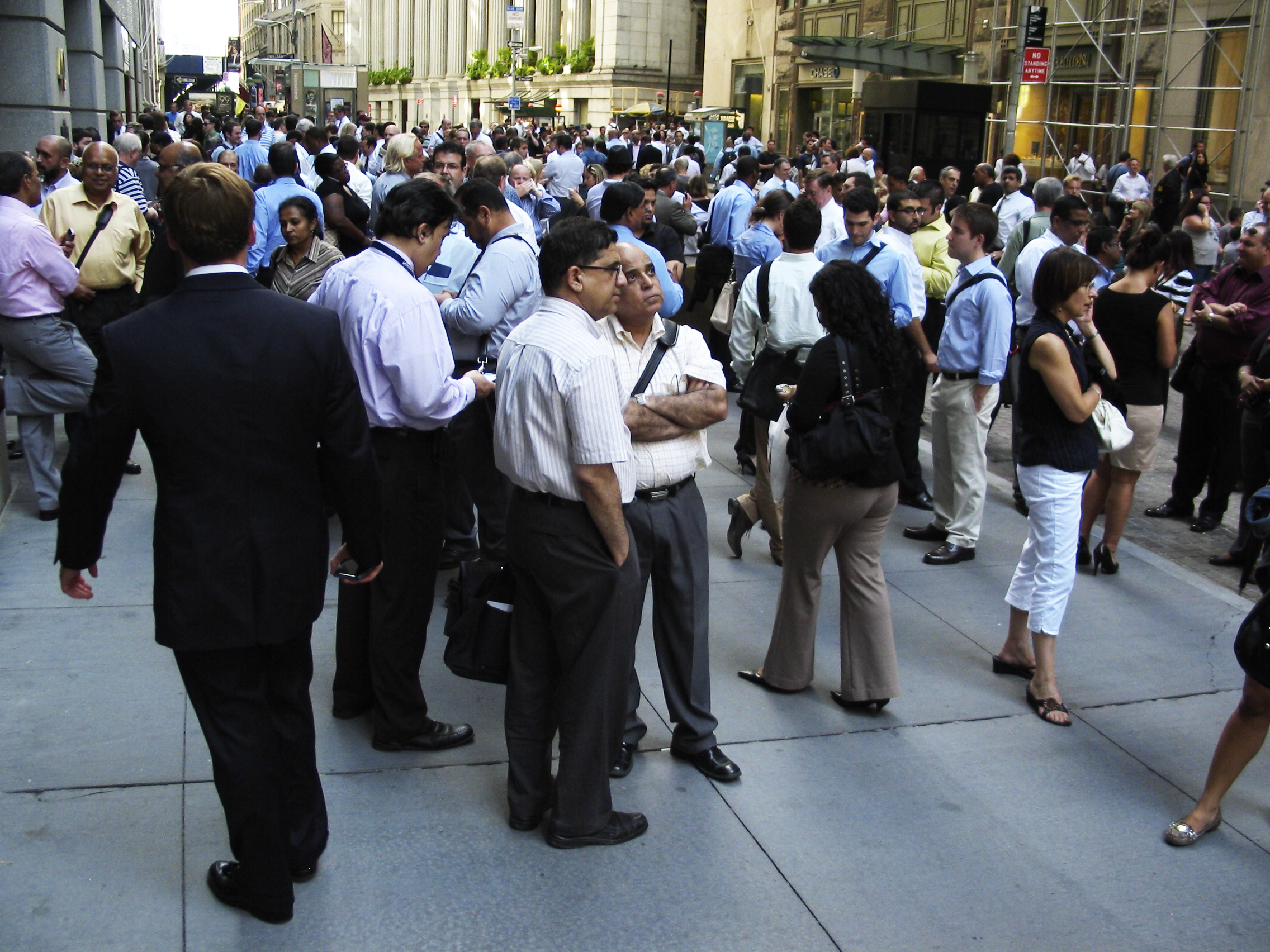
Die Menschen versammeln sich vor der 40 Wall Street in New York City nach dem Erdbeben.

Im Bundesstaat New York trafen die an der Pennsylvania Station an- und abfahrenden Züge der Amtrak an ihren Zielen mit Verspätungen ein.
In New York City informierte Bürgermeister Michael Bloomberg die Bevölkerung in einer Pressekonferenz über das Geschehen. Unter anderem mussten das Rathaus, das Polizeipräsidium und einige Hochhäuser evakuiert werden. Der John F. Kennedy International Airport und der Flughafen New York-LaGuardia mussten kurzzeitig gesperrt werden. Das schienengebundene Nahverkehrssystem AirTrain JFK, das den Flughafen an die New York City Subway anschließt, wurde vorübergehend geschlossen um es auf Schäden zu überprüfen. Über Sach- oder Personenschäden liegen keine Berichte vor, obwohl die New Yorker Bevölkerung innerhalb einer halben Stunde 6900 mal den Notruf 911 anrief, jedoch machten sich diese mehr Sorgen über den damals bevorstehenden Hurrikan Irene.

#### Neuengland-Region
Das Erdbeben war in weiten Teilen der sechs Neuengland-Bundesstaaten zu fühlen, außer im Norden von Maine.
In New Haven wurde das New Haven Open at Yale 2011 Frauen-Tennisturnier für zwei Stunden unterbrochen. Das Stadion wurde evakuiert, während die Feuerwehr es auf Schäden überprüfte. Das Erdbeben setzte während des dritten Satzes eines Matches zwischen der Serbin Jelena Janković und der Russin Jelena Sergejewna Wesnina ein. Es wurden keine Schäden oder Verletzungen gemeldet.
Im Bundesstaat Massachusetts wurde der United States District Court in Südboston evakuiert und die University of Massachusetts Boston kurzfristig geschlossen. Keine Schäden wurden auf dem Logan International Airport gemeldet und die meisten Gebäude wurden nicht evakuiert.

### Kanada
Das Erdbeben war auch in Kanada spürbar, am meisten in Südontario, auch teilweise in Québec und den Seeprovinzen. Ein paar wenige Gebäude wurde in Toronto evakuiert, in Greater Sudbury und Windsor wurden Vorsorgemaßnahmen getroffen.

## Internet & Social Media
Das United States Geological Survey erhielt an ihrem bürgerwissenschaftlichen Projekt “Did you feel it?” (Zu Deutsch: „Hast du es gefühlt?“) etwa 60.000 Zuschriften in den ersten zwei Stunden nach dem Erdbeben, innerhalb von 24 Stunden stieg die Anzahl der Zuschriften auf über 100.000.
Nach Angaben der Washington Post, widmete die englischsprachige Wikipedia bereits um 2:03 Ortszeit einen Artikel zu diesem Erdbeben, also 12 Minuten nach dem Ereignis. Das Erdbeben wurde aber schon davor in zwei Wikipedia-Artikeln ergänzend erwähnt.
Auf Facebook erschien das Wort „Erdbeben“ in den Statusmeldungen von 3 Millionen Nutzer innerhalb von vier Minuten nach dem Erdbeben. Anwender von Twitter versendeten bis zu 5.500 Nachrichten (Tweets) pro Sekunde, diese Menge an Nachrichten ist vergleichbar mit dem Zeitpunkt, an dem die Operation Neptune’s Spear abgeschlossen wurde, ungefähr gleich viel versendete Tweets pro Sekunde waren es am Tōhoku-Erdbeben 2011.
An der Westküste der Vereinigten Staaten wurde lautstark per Social Media gelästert. Ein 50-Jähriger postete auf Facebook folgende Nachricht, welche in kurzer Zeit um die Welt ging und in den Medien landete:

“Really all this excitement over a 5.8 quake??? Come on East Coast, we have those for breakfast out here!!!!”

„All die Aufregung wegen eines Bebens der Stärke 5,8??? Kommt schon, Ostküste, wir haben hier so etwas zum Frühstück!!!“

## Bilder

Bilder vom Erdbeben
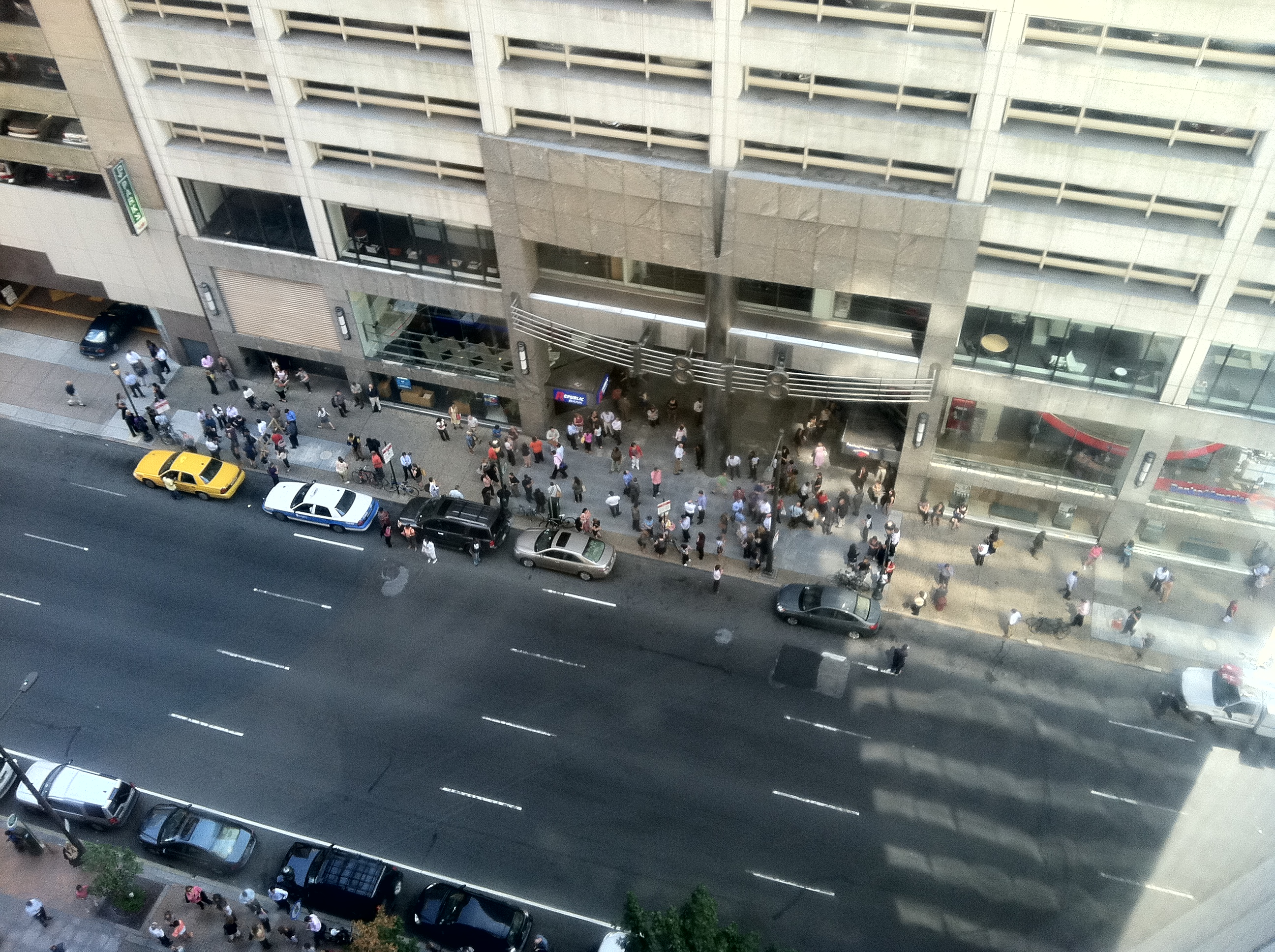
Evakuierung eines Gebäudes in Philadelphia
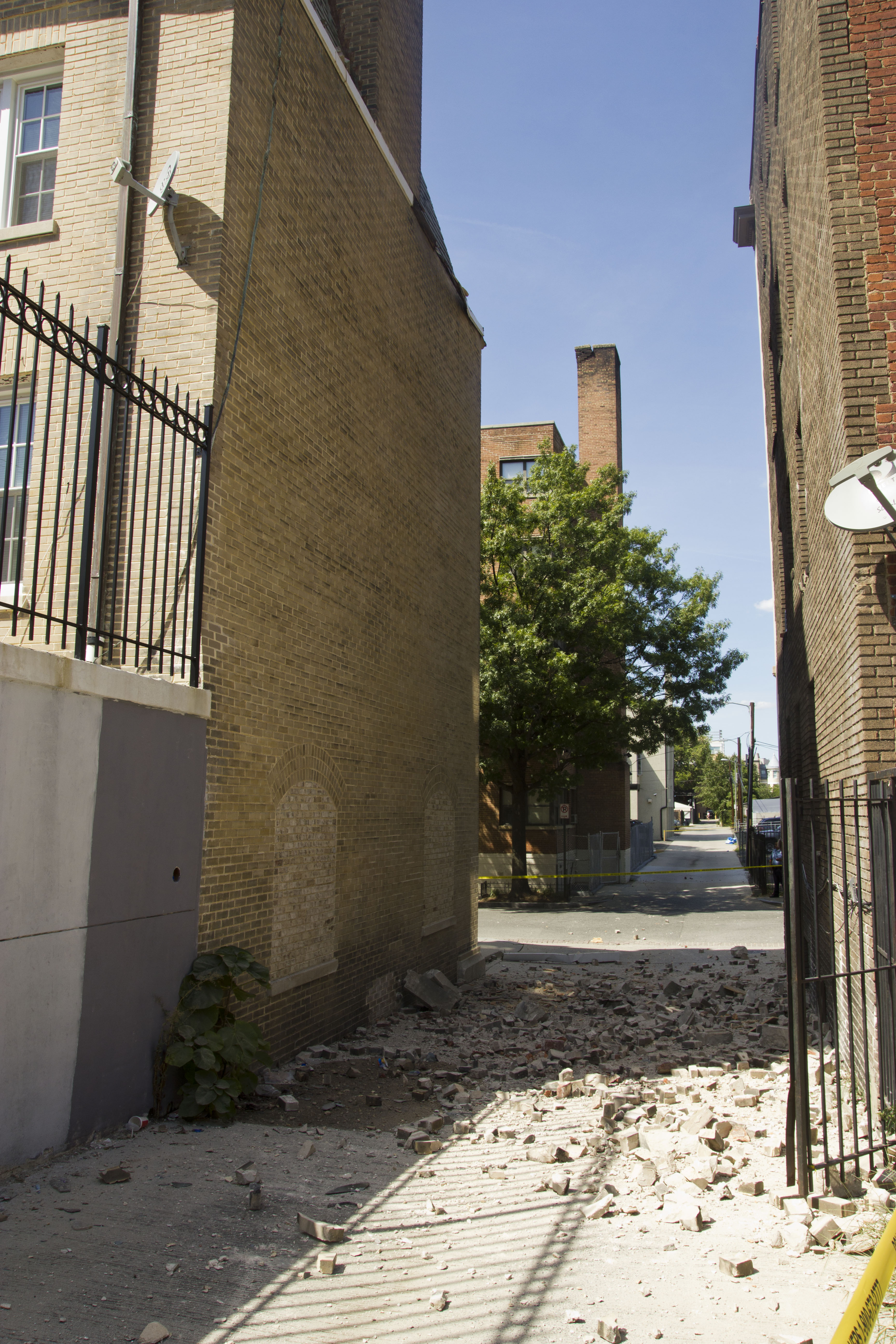
Herabgestürzte Mauerteile der Ecuadorianischen Botschaft in Washington, D.C.
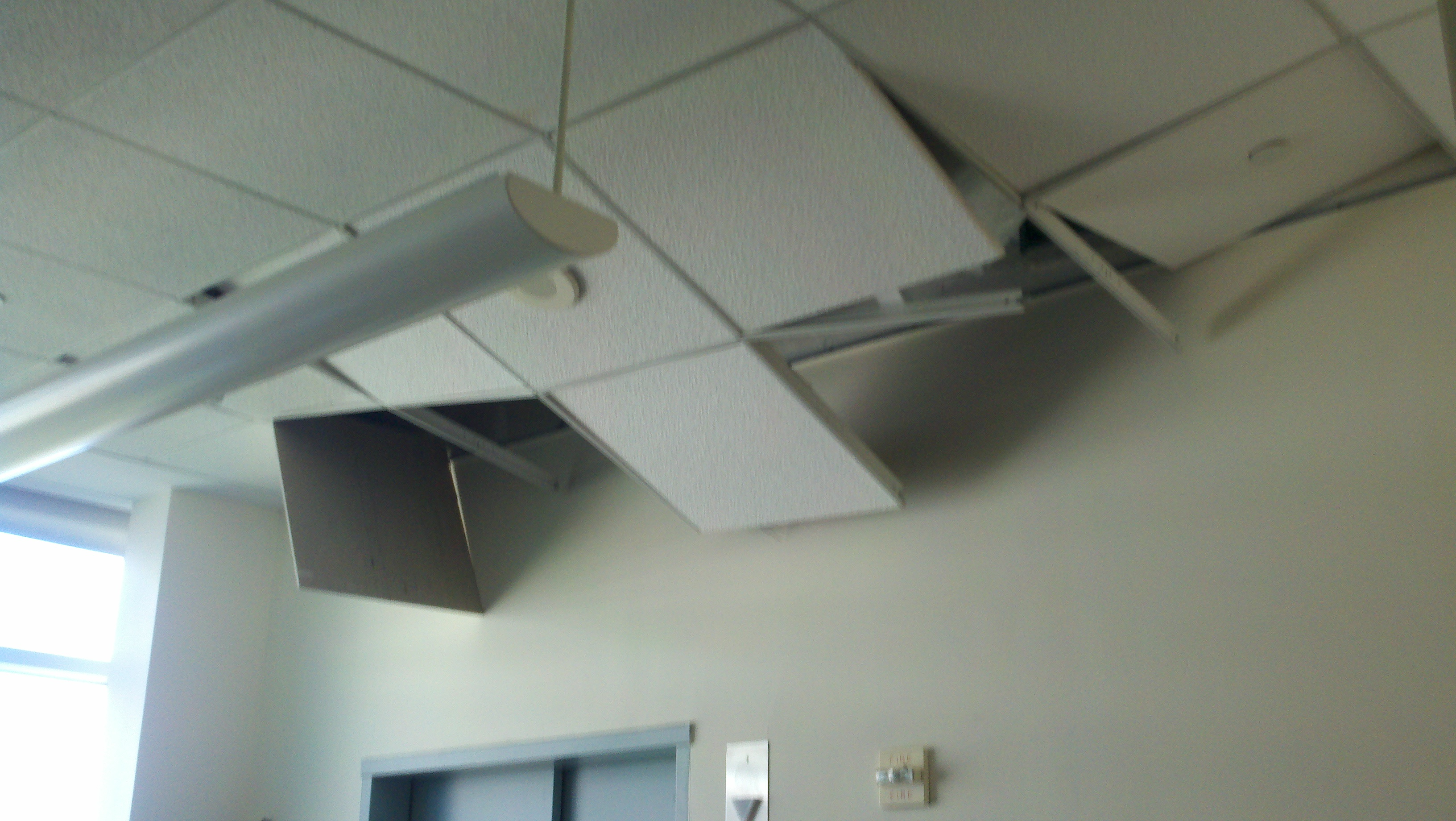
Schäden in einem Büro
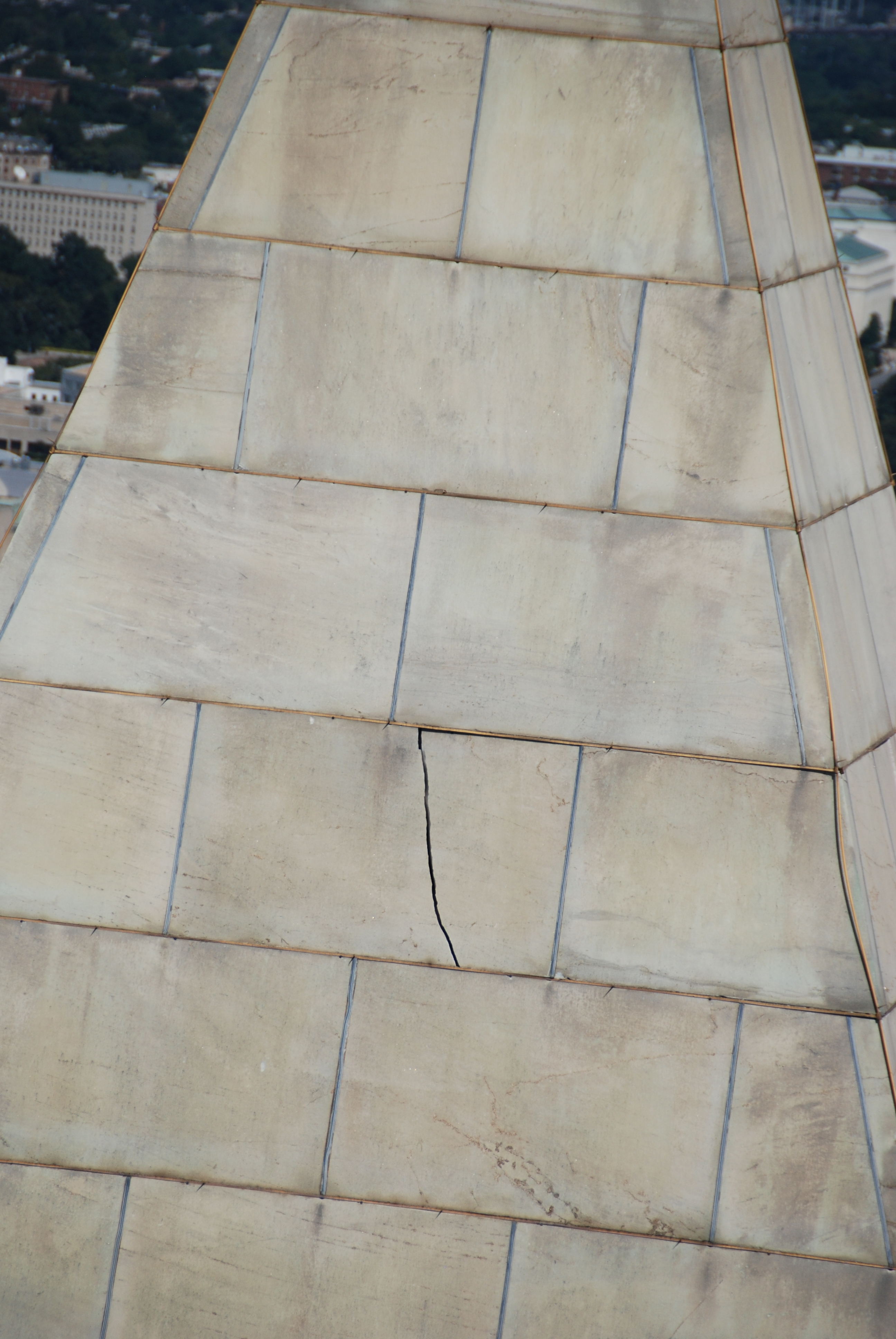
Risse am Washington Monument
- Überwachungsvideo aus dem Washington Monument beim Erdbeben